# Via 6
《Via 6》는 엠씨 더 맥스의 여섯 번째 정규 음반이다.
엠씨 더 맥스가 1년 5개월 만에 발매한 정규 음반이다. 음반 발매에 앞서 엠씨 더 맥스의 소속사인 비타민 엔터테인먼트는 인터넷 포털 사이트인 네이버에 6집 홍보 블로그를 만들어 관심을 집중시켰고, 발매 전날인 9월 29일에 이 음반의 타이틀곡인 〈눈물은 모르게〉 뮤직 비디오 티져 영상을 공개하기도 했다. 소속사 측에서는 기존에 타이틀곡을 〈나를 보낸다〉로 정했으나 〈눈물은 모르게〉로 먼저 복귀하는 형식의 마케팅을 채택했다고 밝혔다.
이번 앨범에서는 처음으로 엠씨 더 맥스 전원이 다른 사람들의 참여 없이 자신들의 세션에 오로지 참여하였다.
이 음반의 1번 트랙인 〈나를 보낸다〉는 일본 드라마 《Dream Again》의 수록곡인  코부쿠로의 〈蒼く 優しく〉를 리메이크한 곡으로, 음반 수록곡 중에서는 2002년 발매한 1집 음반 《M.C The Max!》의 〈잠시만 안녕〉(엑스 재팬의 〈Tears〉를 리메이크)과 〈서시〉(신성우의 〈서시〉를 리메이크), 전체적으로는 2005년에 발매된 3.5집 음반 《Memory Traveler》 이후로 처음으로 나온 리메이크곡이다. 엠씨 더 맥스가 일본 곡들을 전문적으로 리메이크한다는 인식을 받을 수 있으나, 정작 리메이크곡은 얼마 되지 않는 것이다.
6집 발매와 동시에 엠씨 더 맥스는 전국 투어 콘서트인 “Eclipse”에 참가하며, 활동이 끝나는 2009년 상반기에 멤버 전원 군 입대를 하게 된다.

## 곡
1. 나를 보낸다 (코부쿠로 작곡, 양재선 작사, 표건수 편곡)
2. 눈물은 모르게 (신인수 작·편곡, 양재선 작사)
3. 심가(心歌) (제이 작사·곡, 편곡)
4. 미로 (강우현 작곡, 송기원 작사, 서인성 편곡)
5. Listen (임형빈 작·편곡, 프로그 작사)
6. Closing Time (표건수 작·편곡, 이원석 작사)
7. 한숨 (신인수 작곡, 양재선 작사, 이상호 편곡)
8. You Are My Sunshine (표건수 작사·곡, 편곡)
9. Blink (제이 작사·곡, 편곡)
10. Hmm Hmm (제이 작사·곡, 편곡)
11. 쌍꺼풀 (표건수 작·편곡, 이원석 작사)